# Pedro López Barrios
Pedro Jorge López Barrios (Callao, 12 de junio de 1952) es un político y abogado peruano. Desde el 1 de enero de 2019 hasta el 31 de diciembre de 2022 fue alcalde de la Provincia Constitucional del Callao.

## Biografía

### Primeros años
Es abogado por la Universidad San Martín de Porres. Nació el 12 de junio de 1952, en el barrio de Puerto Nuevo del Callao. Realizó sus estudios primarios en el centro Educativo Frigorífico y la secundaria en el colegio San Antonio Marianistas del Callao. Trabajó desde joven, brindando sus servicios en el terminal marítimo, en el embarque y descarga de buques.

### Carrera política
López ingresó a la vida política en 2002 postulando por Mi Callao a la alcaldía de La Perla, siendo con este movimiento electo tres veces para los períodos 2003-2007, 2007-2010 y 2010-2014.
El 7 de octubre de 2018 fue elegido alcalde provincial del Callao, tras vencer con el 37% de votos válidos en las elecciones municipales de 2018, cargo al que esta vez postuló con el movimiento regional Por Ti Callao.